# إبراهيم بك

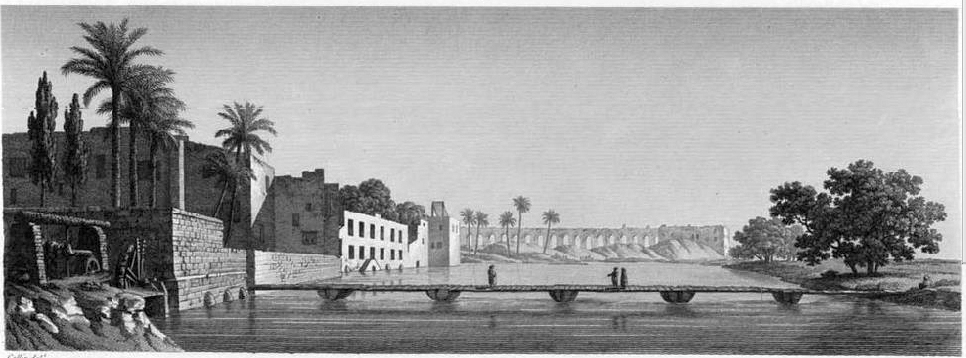
قصره في جزيرة الروضة

إبراهيم بك (1735-1817؛ بالجورجية: აბრაამ შინჯიკაშვილი، ابرام شينجيكاشفيلي) واحد من كبار أمراء المماليك في مصر. ولد إبراهيم في 1735 في قرية مارطقوب، عند تفليس، في جورجيا. اشتراه الأمير محمد أبو الذهب ثم أعتقه وزوجه من أخته، ثم أصبح أحد البكوات الاربع والعشرين. زاد نفوذه في أثناء حكم محمد أبو الذهب. أصبح دفتردار (1773) ثم شيخا للبلد، ولما مات أبو الذهب في عكا، ورث إبراهيم ثروته ونفوذه. اقتسم إبراهيم حكم مصر مع مراد بك أحد أمراء أبى الذهب أيضا، فصار إبراهيم شيخا للبلد يقوم بالشئون الادراية، بينما كان يقوم مراد بشئون الجيش. ظل حكمهما المشترك قائما حتي مجئ الحملة الفرنسية الي مصر 1798. فر بعد هزيمة المماليك في معركة إمبابة الي سوريا، ثم عاد إلى مصر مع جيش عثماني ودخل القاهرة 1800، ولما انتصر الفرنسيون هرب ثانية. بعد جلاء الجيوش الفرنسية عن مصر عاد ثانية. وبعد مغامرات وكل إليه الوالي محمد علي منصب شيخ البلد. في أثناء مذبحة المماليك كان إبراهيم مع ولده في طرة، وفشلت محاولته في توحيد صفوف المماليك ضد محمد على. ورفض محاولة محمد على الصلح 1809، فر مع أتباعه إلى دنقلة حيث بقي حتى مات 1817م وبعد وفاته نقلت زوجته رفاته إلى القاهرة وذكر الجبرتي أنه كان قد أرسل إلى محمد علي قبيل وفاته طالبا السماح له بالعودة إلى القاهرة ليموت فيها ولكن يبدو أن محمد علي لم يسمح له أو أن الموت كان أسبق.